# 深水埗（東京街西）巴士總站
深水埗（東京街西）巴士總站是香港九龍深水埗區一個已被拆卸的巴士總站，位於深旺道近東京街西，對面為英華書院，鄰近港鐵南昌站，為一個露天環狀及坑狀巴士總站。總站關閉前，有8條巴士路線以此為總站。
本站現址已重建為海達邨海盛樓，其地面基座為公共運輸交匯處，並命名為「海達公共運輸交匯處」。

## 歷史
- 1999年3月7日：此總站正式啟用，取代原有深水埗碼頭巴士總站，九龍巴士12線、12A線、18線、36A線、44線（特別班次）及過海隧道巴士914線遷入此總站。由於當時並沒有巴士路綫轉右入站及轉左出站，故本站初時只設有轉左入站及轉右出站的車道。
- 1999年3月26日：九龍巴士296C線投入服務並以此為總站。
- 1999年4月4日：九龍巴士44線平日下午繁忙時間由此開出的特別班次取消。
- 2003年11月14日：配合九廣西鐵通車，九龍巴士12A線、18線及過海隧道巴士914線由此遷往南昌站公共運輸交匯處。
- 2004年4月18日：九龍巴士66線九龍總站由奧運站縮短至此站。
- 2004年7月4日：九龍巴士66線與過海隧道巴士118線、118P線、N118線對調深水埗區的總站，前者遷出、後者遷入此總站。
- 2009年8月16日：配合西鐵綫九龍南綫通車，九龍巴士12線由此延長至深旺道近海麗邨的路邊泊位，不再途經此總站[2]。
- 2012年9月29日：配合南昌站公共運輸交匯處永久關閉，原以該處為總站的九龍巴士12A線、18線及新巴796C線遷至此總站[3][4]。為配合新巴796C線遷往本站，本站增設了轉右入站及轉左出站的車道。
- 2014年2月9日：配合路綫重組，新巴796C線改為來往清水灣半島及蘇屋邨，不再使用此站[5]，從此本站取消了轉右入站及轉左出站的車道。
- 2016年10月5日：本站因配合興建海達邨而關閉，所有路線臨時遷往長沙灣（深旺道）巴士總站[6][7][8][9]。而將在原址興建的海盛樓基座地下，已經預留位置重置海達公共運輸交匯處，於2023年4月23日啟用。

## 封閉前總站路線資料

### 九龍巴士12A線
- 黃埔花園 ↔ 長沙灣（海達邨）

於1956年7月4日投入服務，初時來往深水埗碼頭至九龍城碼頭，途經欽州街、長沙灣道及界限街。1987年11月23日起為配合紅磡黃埔花園首期入伙，總站延長至黃埔花園，為一條擁有高流水乘客量的巴士路線。

### 九龍巴士18線
- 長沙灣（海達邨） ↺ 愛民

於1975年8月1日投入服務，初時來往大角咀碼頭及何文田（愛民邨），並以循環線形式運作，是九巴首條以循環線形式運作的巴士路線。初時受到紅綠小巴以車海戰術的打擊，加上班次疏落，導致客量偏低。及後九巴為了改善情況，改派單層三菱空調巴士行走及加密班次，成功小巴手中搶回不少乘客，及後因客量不斷上升便派出雙層空調巴士行走本線。

### 九龍巴士36A線
- 梨木樹 ↺ 長沙灣（海達邨）

於1971年8月20日投入服務，提供梨木樹及葵涌道一帶往來長沙灣及深水埗的非空調巴士服務，而本線亦是唯一新界西往來市區的巴士路線，直到2005年7月2日才加入兩部空調巴士行走本線，並於2011年11月14日改為全線空調服務。

### 九龍巴士296C線
- 尚德 ↔ 長沙灣（海盈邨）

於1999年3月26日投入服務，九巴當時並沒有規劃開辦此路線。但隨296A線的客量出現飽和，並發現當中四成乘客的最終目的地是西九龍而出現。本線雖有796C線的沿途競爭，但行車時間較其短，加上車費較低，因此本線的客量小大損失。

### 過海隧道巴士118線
- 小西灣（藍灣半島） ↔ 長沙灣（深旺道）

於1995年6月26日投入服務，初時由城巴經營，並來往柴灣（東）及深水埗（欽州街），後來總站搬遷至小西灣（藍灣半島）及深水埗（東京街），1995年11月26日九巴加入經營本路線。由於本線行經東區走廊後就直達紅磡海底隧道及九龍市區，方便往來柴灣工業區及深水埗區、旺角區及油麻地上班的西九龍居民及柴灣居民，且是柴灣一帶的主要過海隧道路線，因此客量十分高，不論在任何時候經常全車坐滿。

### 過海隧道巴士118P線
- 小西灣（藍灣半島） ↔ 長沙灣（深旺道）

於1997年1月13日投入服務，為118線的特快線，全程取道東區走廊並服務杏花邨一帶，只於平日繁忙時間服務，於1998年1月26日起正式命名為118P線，同時延長至小西灣。2001年7月22日起為配合藍灣半島巴士總站啟用隨即遷往該處，2004年7月4日起九龍區總站遷往深水埗（東京街）。

### 過海隧道巴士N118線
- 小西灣（藍灣半島） ↔ 長沙灣（深旺道）（通宵服務）

於1997年4月13日投入服務，為118線的通宵線，起初路線與118線相同，後於2000年8月12日起往深水埗方向增設銅鑼灣告士打道近景隆街分站，方便銅鑼灣乘客前往九龍西。

## 過往總站路線
- 九龍巴士12A線
- 九龍巴士66線
- 新巴796C線
- 過海隧道巴士914線

## 車坑分佈
此總站最初設有七條車坑，包括3條雙坑及4條單坑，自從九巴12線總站搬離該處後，空置的坑位也被其他線所使用，加上本身該處地理環境較寬敞，有一些轉彎處也有足夠的位置給巴士停泊，因此該處有較條多後備車坑。之後配合廣深港高速鐵路工程，大部份車坑被拆除，此站轉型為環狀巴士總站。後來由於需要接收南昌站的巴士路線，再特別增設車坑供新巴796C線使用。

## 外部連結
- 深水埗（東京街）巴士總站 （页面存档备份，存于），城巴／新巴
- 香港巴士大典上的相关条目：深水埗 (東京街) 總站